# Zsirnovszki járás

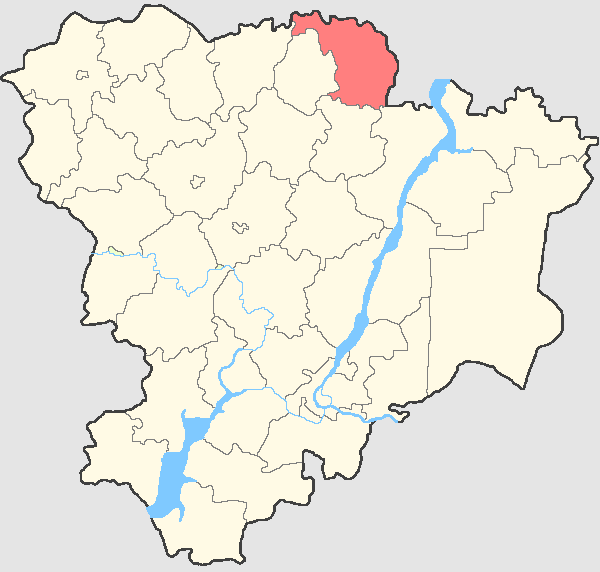
A Zsirnovszki járás a Volgográdi területen

A Zsirnovszki járás (oroszul Жирновский муниципальный район) Oroszország egyik járása a Volgográdi területen. Székhelye Zsirnovszk.

## Népesség
- 1989-ben 46 418 lakosa volt.
- 2002-ben 47 575 lakosa volt.
- 2010-ben 43 685 lakosa volt, melyből 39 861 orosz, 810 német, 785 ukrán, 415 örmény, 316 azeri, 282 kazah, 147 tatár, 114 csuvas, 103 fehérorosz, 76 cigány, 66 kumik, 56 mordvin, 52 üzbég, 31 csecsen, 29 dargin, 29 moldáv, 26 lezg, 20 mari, 18 tadzsik, 14 görög, 14 udmurt, 13 grúz, 12 bolgár, 12 türkmén, 11 lengyel stb.